# حمام العليل
حمام العليل بلدة كانت تسمى (حمام علي) وهي اليوم ناحية تابعة إدارياً إلى قضاء الموصل مركز محافظة نينوى، مساحتها 767 كيلومتراً مربعاً، وتبعد حوالي (27 كم) جنوب شرق الموصل، على ضفاف نهر دجلة، وشمال ناحية القيارة في العراق . إشتهرت. بمياهها الكبريتية الحارة مما أكسبها شهرة متميزة نظراً لإستخداماتها العلاجية، فضلاً عن موقعها السياحي حتى إن إسمها إقترن بحماماتها الشهيرة. حيث يقصدها الناس في موسم الصيف فيستحمون بها، على أساس إنها تساعد في أن تبريء من الأمراض الجلدية كالجرب والحكة والبثور والأكزيما.
ذكرها ياقوت الحموي بقوله: انها تقع بين الموصل و قرية جهينة قرب عين القار غربي دجلة، وهي عين ماؤها حار كبريتية، يقول أهل الموصل ان بها منافع والله أعلم.
وذكرها الرحالة الفرنسي تافرنييه وقال عنها:رسونا قرب حمام حار المياه، على بعد رمية بندقية من دجلة، وكان مزدحماً بالمعلولين الذين أمُّوه للإستشفاء من كل حدب وصوب. إنها تتألف من عدة عيون معدنية أهمها ثلاث هي: العين الكبرى، وعين زهرة، وعين فصوصة، وهي ذات مياه كبريتية حارة وتنبع عند الشاطيء الأيمن.
وكذلك ذكرها الرحالة الإنكليزي جون أشر عام 1864م، عند خروجه من الموصل على ظهر (كلك) متوجهاً إلى بغداد فقال: وصلنا إلى (حمام علي) وفيه تنبع عيون كبريتية من تربته القريبة من النهر، وكانت رائحة البخار الخارجة منه نفاذة ولاذعة للغاية.والرياح تحمله إلى مكان وقوفنا.
وتعد من أكبر ينابيع المياه المعدنية في العراق وأكثرها غزارة، وسميت الناحية تيمناً بمياه الينابيع التي يزعم أنها تشفي المرضى.

## الينابيع الكبريتية
وتشتهر هذه الناحية بجودة مائها وثراءه من ناحية المياه المعدنية التي تخرج من ينابيع من داخل الأرض ومن صفات هذه المياه أرتفاع درجة حرارتها، فالماء يخرج ذو غليان شديد ومن أماكن مختلفة في هذه المدينة المطلة على ضفاف نهر دجلة، وتسمى المنطقة بحمام العليل بخصوصيتها حيث يقال إنها تشفي كثير من الأمراض مثل مرض الصدفية بأنواعها و الروماتيزم وداء المفاصل وتساعد على شفاء الجروح التي تصيب الجلد وتعقم الجسم من البكتريا الضارة والجراثيم وتريح العضلات والجسد المتعب وأول من سكنها وطورها جماعات أتت من الموصل فبنوا به الخانات والمطاعم والفنادق وأصبحت وجهة سياحية مهمة وأقام الحاج عبد أحمد شهاب المولى مشروع للماء الصالح للشرب.

### أهميتها
تستخدم مياه العيون الكبريتية في معالجة العديد من الأمراض كالصدفية و الاكزيما وبعض أنواع الحساسية وامراض المفاصل والجهاز التنفسي والجهاز العصبي والامراض النسائية وفي تنشيط الدورة الدموية.
ان المزايا العلاجية لهذه المياه وقدرتها على الشفاء من العديد من الامراض ليست وليدة اكتشاف حديث، لقد كانت مزايا مياه العيون الكبريتية معروفة منذ قرون لدى قدماء الاغريق في معالجة الأمراض الجلدية وتحولت مواقع ينابيعها في العديد من مناطق العالم ومنها منطقة الشرق الأوسط إلى مناطق سياحية وترفيهية وتعرض فيه الحفلات الموسيقية وقد تم اكتشاف الكثير من الآثار حول مواقع هذه الينابيع التي تدل على تعرضها قديماً إلى نشاط اقتصادي وتجاري.
وكانت مواقع المياه الكبريتية مركز جذب النشاط والاستيطان البشري منذ أقدم العصور بفعل دورها في حماية صحة الإنسان من الامراض، وازدادت اهمية الينابيع الكبريتية في اوقات الغزوات والحروب والاوبئة إذ يستخدمونها لأغراض الاستحمام في مياهها واستنشاق بخارها وشرب المياه لمعالجة الامراض.
وتعد محافظة نينوى من المحافظات التي تشتهر بوجود العيون الكبريتية فيها وهي عين كبريت في مدينة الموصل وعين حمام العليل التي تقع في ناحية حمام العليل وهي من اعظم الينابيع الكبريتية بالعالم وهذه العيون يرتادها السياح والزائرون لهذه المدينة من جميع ارجاء العراق وبعض الدول الأخرى للسياحة ومشاهدة المناظر الجميلة والخلابة والاطلاع على هذه العيون ومياهها أو لغرض العلاج من الامراض التي تصيبهم.

### مواقع تواجدها
- عين كبريت تقع على الضفة الغربية من نهر دجلة في مدينة الموصل وهي تنبع من أماكن بعيدة في الجبال وتتسرب مياهها إلى هذا الموقع الجميل الذي يقع على مقربة من قلعة الموصل(باشطابيا) وتحت سورها الكبير، وتقع مقابل هذه العين على الجانب الآخر من النهر غابات مدينة الموصل . وقد قال عنها أحد اطباء الامراض الجلدية في المدينة ان مياهها تحوي الكثير من المعادن المذابة إضافة إلى مادة الكبريت وهذه المعادن تساعد على معالجة الكثير من الامراض الجلدية والتقرحات الظاهرة إضافة إلى فائدتها الطبيعية في معالجة الامراض الباطنية. واكد فريق للبحث العلمي من جامعة الموصل ان مياه هذه العين الكبريتية قد تكون علاجاً «مناسباً» لكثير من الامراض المزمنة كالروماتزم والتهاب المفاصل وبعض الامراض الجلدية والطفوحات الجلدية حيث ثبت بالملموس ان الكثير ممن اصيبوا بهذه الامراض قد اكتسبوا الشفاء التام لدى استحمامهم ومعالجتهم بهذه المياه، ومياه عين كبريت تكون باردة في الصيف وحارة في الشتاء وقد استخدم اهالي المدينة والسواح القادمون إليها ولغرض العلاج مادة الطين التي يكون لونها(أسود غامق) فيقومون بغمر اجسامهم به أو المنطقة المصابة بالامراض الجلدية إلى ان يجف من خلال الوقوف تحت الشمس ويتحول إلى لون فاتح ثم بعد ذلك يقومون بالاستحمام بمياه العين أو داخل حوض العين ويكون الماء جاريا منها إلى داخل الحوض ثم إلى نهر دجلة ولاحظنا ان بعض الزائرين لهذه العين يقومون بشرب الماء منها وأغلب هؤلاء الزوار يقومون بملء قناني كبيرة من ماء العين ليأخذوها إلى ذويهم أو لكبار السن الذين لايستطيعون الوصول إلى العين كما يقومون بأخذ مادة الطين الأسود.
- عين حمام العليل تقع في ناحية حمام العليل التي تبعد 30 كم جنوب شرق مدينة الموصل وهي من العيون الجميلة جداً والمشهورة في جميع أنحاء العراق والعالم وتمتاز مياهها بانها ساخنة لدرجة الغليان صيفاً وشتاءاً وتسحب المياه من العيون الموجودة قرب نهر دجلة إلى حمام مائي كبير على شكل حوض وهي مقسمة إلى قسمين حمام العليل للرجال وحمام العليل للنساء لكثرة الزائرين لهذا الحمام لذا قاموا ببنائها وتقسيمها إلى حوض كبير واحواض صغيرة وسحب الماء من العيون الواقعة قرب النهر إلى هذه الحمامات الواقعة في الأعلى بواسطة مضخات كبيرة.[6]